# Henrik Peternel
Henrik Peternel, slovenski rimskokatoliški duhovnik in čebelarski strokovnjak, * 24. maj 1875, Gorica, † 25. februar 1951, Bukovžlak.

## Življenje in delo
Rodil se je v družini slovenskega logarja materi češkega rodu. Po dveletnem študiju medicine v Gradcu se je odločil za duhovniški poklic. Bogoslovje je študiral v Gorici, kjer je bil leta 1898 posvečen. Sprva je bil kaplan v Gorici, kjer je hkrati deloval  v upravi Slovenskega šolskega doma. Kasneje je bil kaplan še na Šentviški Gori in Teharjah, od 1920 pa je bil župnik v Črešnjicah pri Frankolovem. Po upokojitvi leta 1928 se je naselil v Bukovžlaku.  Razvijal je novejše postopke v čebelarstvu in uvajal strokovni pouk; zastopal je slovensko čebelarstvo na mednarodnih zborovanjih  in tečajih v Nemčiji, Italiji in Franciji. Od 1922 je pisal članke v Slovenskem čebelarju, v koledarjih Mohorjeve družbe in dopisoval v dunajski list Der Bienenvater; bil je pobudnik in urednik Čebelarskega obzornika, znanstvene priloge Slovenskega čebelarja (1936) ter več let predsednik Čebelarskega društva za Slovenijo. Po njem se  imenuje čebelarsko društvo, ki je izdalo Zbornik ob 130 letnici Čebelarskega društva »Henrik Peternel«. (COBISS) 